# Ernest Day
Ernest Day (* 15. April 1927 in Mortlake; † 16. November 2006 in London) war ein englischer Kameramann.

## Leben
Ernest Day kam schon als Jugendlicher zum Film und war als Kameraassistent, später als Mitglied der Kameracrew tätig. Er arbeitete als langjähriger Kameraoperateur von Freddie Young u. a. bei Lawrence von Arabien, Doktor Schiwago und James Bond 007 – Man lebt nur zweimal mit, darunter mehrfach unter der Regie von David Lean. Im Jahr 1971 wurde er erstmals als verantwortlicher Chefkameramann eingesetzt und war seitdem überwiegend bei Produktionen in den USA engagiert. Mit David Lean arbeitete er bei dessen letztem Film Reise nach Indien (1984) erneut zusammen.
Ohne größere Bedeutung blieben einige wenige Regiearbeiten zu Beginn der 1980er-Jahre. So drehte er 1981 Das Condor-Komplott, einen Abenteuerfilm.
Für seine Arbeit an Reise nach Indien war Day 1985 für den Oscar sowie 1986 für den BAFTA Film Award nominiert.

## Filmografie (Auswahl)
- 1974: Besuch bei einem Häuptlingssohn (Visit to a Chief’s Son)
- 1976: The Song Remains the Same
- 1978: Inspector Clouseau – Der irre Flic mit dem heißen Blick (Revenge of the Pink Panther)
- 1981: Der Fluch der Sphinx (Sphinx)
- 1983: Das Drogen-Syndikat (China Rose)
- 1983: Mission: Nordpol (Cook & Peary: The Race to the Pole)
- 1984: Reise nach Indien (A Passage to India)
- 1985: Die Zwillingsschwestern (Deceptions)
- 1986: Superman IV – Die Welt am Abgrund (Superman IV – The Quest for Peace)
- 1988: Brennendes Geheimnis (Burning Secret)
- 1988: Pfui Teufel – Daddy ist ein Kannibale (Parents)
- 1990: Verführerische Geschichten (Women & Men: Stories of Seduction)
- 1991: Die junge Katharina (Young Catherine)
- 1993: Oftmals trügt der Schein (Incident in a Small Town)